# EN 1997
O Eurocódigo 7 (EN 1997) – Projeto geotécnico tem duas partes:
NP EN 1997-1: Regras gerais;
NP EN 1997-2: Ensaios de campo e laboratoriais
A edição portuguesa foi publicada em março de 2010 pelo IPQ.